# Айзпутский район
Айзпутский район (латыш. Aizputes rajons) — бывший административный район Латвийской ССР.

## История
Айзпутский район был образован Указом Президиума Верховного Совета Латв. ССР от 31 декабря 1949 года.
Район состоял из города Айзпуте и Айзпутского, Априкского, Вецпилсского, Дуналкского, Каздангского, Калвенского, Клостерского, Лажского и Циравского сельских советов. Районным центром был город Айзпуте.
7 декабря 1956 года к Айзпутскому району была присоединена часть территории упразднённого Алсунгского района, а 11 ноября 1959 года — часть территории упразднённого Скрундского района.
Ликвидирован в 1962 году.
Расстояние до Риги по железной дороге составляло 271 км. Ближайшей железнодорожной станцией была Айзпуте, находившаяся в 2 км от районного центра.